# Ochava (peso)
La ochava (algunas veces, octavo u ochavo), era una antigua medida de peso española con el significado de octava parte. En España y la América española, la medida fue la misma.
Como peso de oro y plata, se estipulaba:
- 1 ochava = ⅛ onza = 6 tomines = 3,594 gramos.
- 1 onza = 8 ochavas = 0,02875581 kilogramo.
- 1 ochava = 2 adarmes = 72 granos = 3 3/5 gramos.
- 1 libra = 2 marcos = 16 onzas = 128 ochavas.[1]

La medida se distingue del ochavo (moneda) como moneda de cuenta en Castilla, Navarra y Marruecos.